# كاميرون غرين (لاعب كريكت)
كاميرون غرين (25 أكتوبر 1968 - )  (بالإنجليزية: Cameron Green)‏ هو لاعب كريكت بريطاني.